# Groenhove (Torhout)
Groenhove is een domein ten oosten van de West-Vlaamse stad Torhout. Het bestaat voornamelijk uit bos.

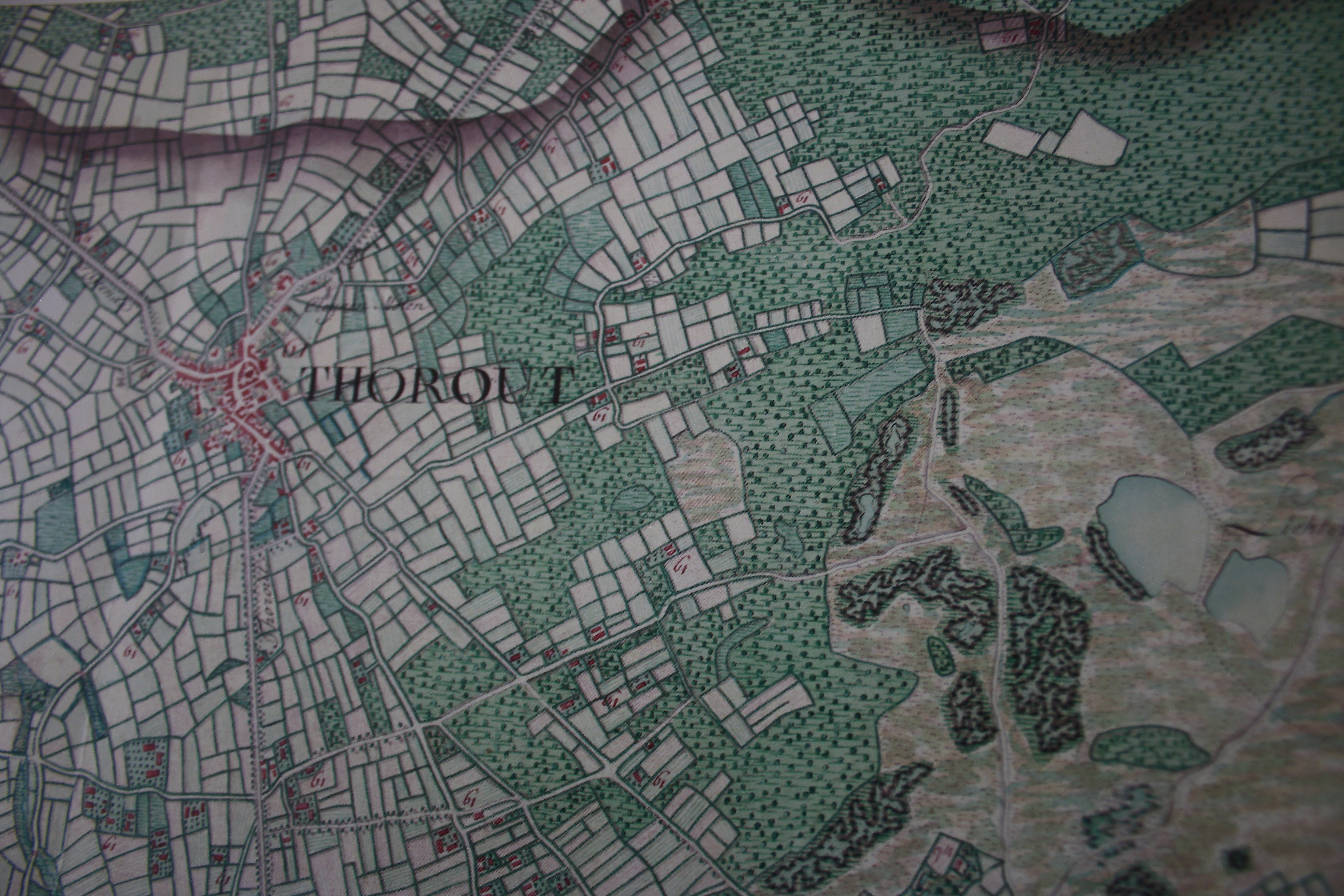
Groenhove op de Ferrariskaart

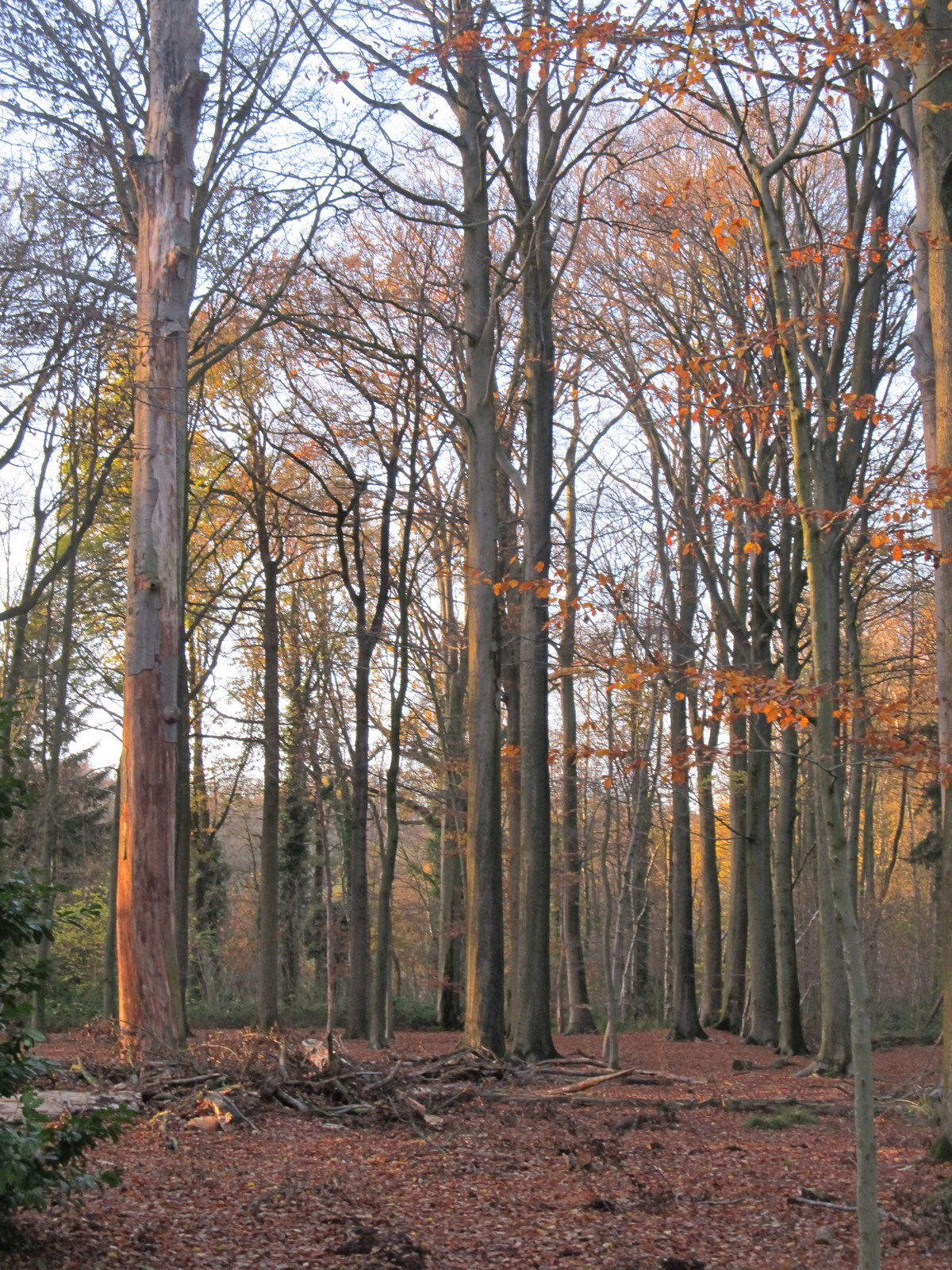
Groenhove

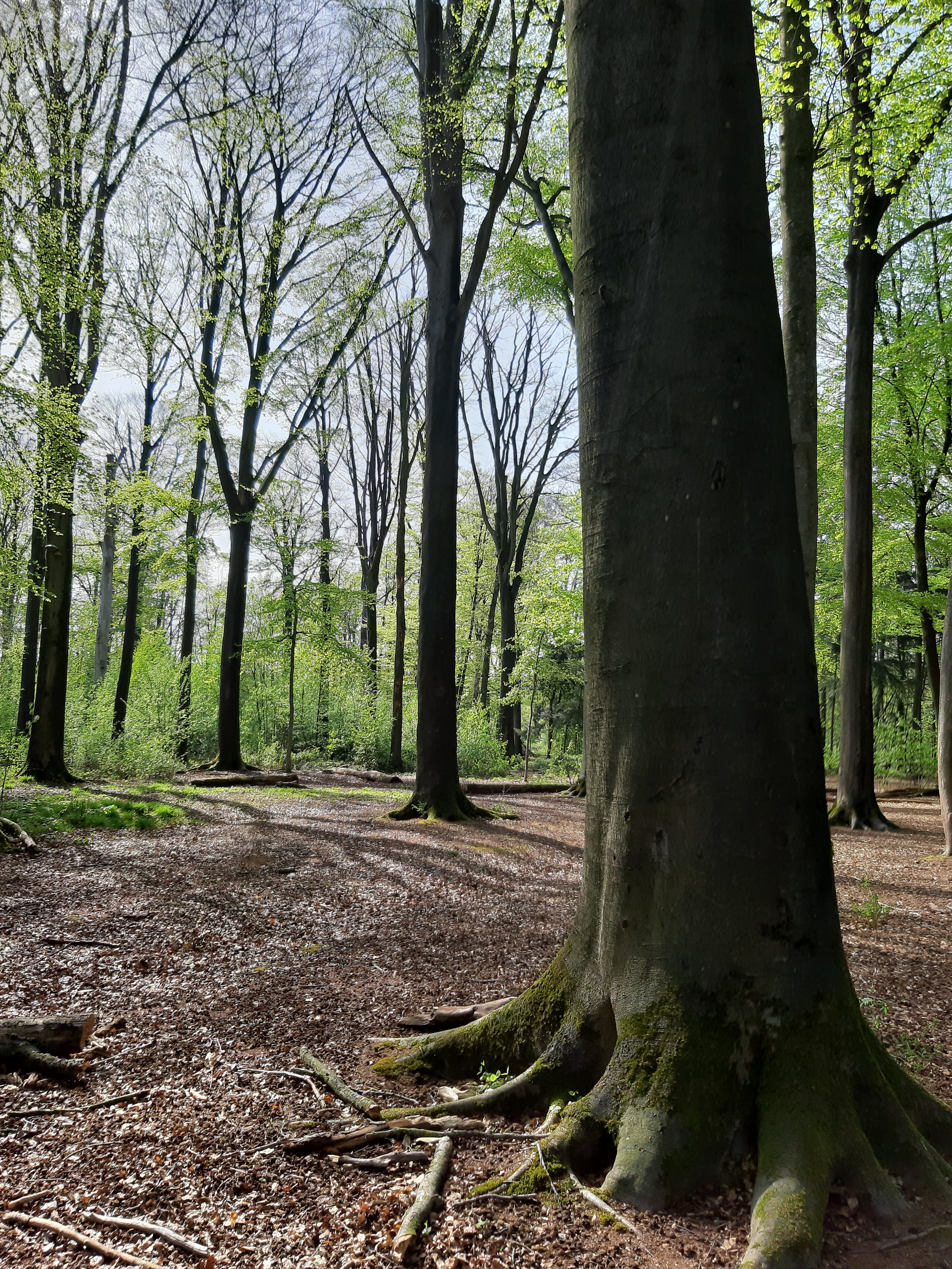
Groenhove

## Geschiedenis
Groenhove is een onderdeel van het voormalige Vrijgeweed, behorend tot de heerlijkheid Wijnendale. Dit werd einde 18e eeuw, tijdens de Franse tijd, onteigend en als nationaal goed verkocht aan een particulier. 1867-1868 werd hier door rentenier Richard Vande Walle-De Ghelcke het jachtpaviljoen (châlet forestier) Groenhove gebouwd. Het kasteeltje werd tijdens de Eerste Wereldoorlog door de Duitsers als hospitaal gebruikt. Tijdens de Tweede Wereldoorlog richtten de Duitsers een depot in aan de rand van het bos. In 1946 stierf Maurice Vande Walle en werden de eigendommen onder negen erfgenamen verdeeld. Het kasteeltje werd tot 1949 verhuurd aan het kunstenaarscollectief Atelier Groenhove, waartoe ook Carlo de Brouckère behoorde. In 1949 werd het -door de oorlog beschadigde- kasteeltje gesloopt.
Een aantal erfgenamen schonken hun deel aan het bisdom brugge waarna het resterende deel omstreeks 1955 werd aangekocht door bisdom Brugge. In het 33ha grote gebied werd het diocesaan centrum Virgo Fidelis opgericht. Oorspronkelijk was het een ontspanningscentrum voor vrouwelijke religieuzen. Er kwam een kapel (1958) en een retraitehuis (1959). Ook kwam er een sportvoorziening met zwembad, een roeivijver en een amfitheater.
De zwemvijver werd gesloten nadat zuster Raymonde er verdronk.
In 1972 werden 13 ha van het domein aangekocht door de stad Torhout en ingericht als recreatieterrein. Einde jaren '70 van de 20e eeuw wilde men het bos verkavelen en de percelen verkopen voor buitenhuisjes, maar de Torhoutse Milieugroep zorgde ervoor dat het bos behouden bleef.
In 2010 werd Virgo Fidelis beschermd als monument. In het complex vinden geleidelijk ook meer wereldse zaken plaats, zoals congressen, en er is een cafetaria. In 2017 besloot het bisdom om haar vormingscentrum naar Brugge te verplaatsen, maar nog wel het retraite- en bezinningshuis te handhaven.

## Kapel
Er is een grote kapel in de stijl van het naoorlogs modernisme, in baksteen en beton en voorzien van een bakstenen klokkenmuur en grote glas-in-loodramen vervaardigd door Michel Martens. Ook Frits Kieckens (mozaïeken) en Maurits Witdouck (beeldhouwwerk) hebben aan de inrichting bijgedragen. Dan zijn er de ontspanningsgebouwen van het voormalig centrum.

## Domein
Het domein meet ruim 100 ha en is in eigendom van voornamelijk het Bisdom Brugge, de stad Torhout en Natuurpunt. Er is een oud loofbos waarin kwel optreedt, met onder meer bosanemoon, witte klaverzuring, dalkruid, muskuskruid en waterviolier. Van de amfibieën kan de vinpootsalamander worden genoemd.
In het zuiden loopt de Regenbeek, ook Velddambeek genaamd. Het geheel ligt in een betrekkelijk laaggelegen gebied.